# Társfüggőség
A társfüggőség vagy kodependencia a másik embernek, a másik véleményének való kóros alárendeltség, mely lehetetlenné teszi az egyenlőségen alapuló emberi kapcsolatok létesítését.

## A társfüggőség leírása
A társfüggő személy másoktól teszi függővé önértékelését, véleményét, hangulatát vagy tetteit, élete nehézségei miatt másokat okol, ahelyett, hogy felvállalná a felelősséget. Nem érzékeli a határt önmaga és mások között, könnyen befolyásolható, ugyanakkor akaratos és manipulatív, kapcsolataiból hiányzik a kölcsönös szabadság és az önállóság. A társfüggőség következménye és lételeme az emberi játszmák útján történő manipuláció. A társfüggőséghez két ember kell, egy társfüggő kapcsolat kialakulásáért mindkét fél felelős.
A társfüggős viselkedés megakadályozza az egészséges, szabad, egyenrangú és bensőséges emberi kapcsolatok kialakítását. A Weinhold házaspár kutatásai szerint az amerikai társadalom 98%-a érintett a társfüggőségben.

## A társfüggőség oka
A társfüggőség egy gyermekkori trauma következménye: A gyermek élete kezdetén függ a szüleitől, különösen édesanyjától, hiszen számára az anyával való kapcsolat megszakadása a halált jelentené. Éppen ezért, ebben a függő viszonyban teljes biztonságban kell érezze magát. Ha a gyermek (különösen élete első hat hónapjában) ezt nem kapja meg, folyamatosan keresni fogja, így felnőttként is a biztonságot nyújtó társat keresi majd kapcsolataiban, tehát társfüggővé válik.
Ennek oka az, hogy körülbelül hat hónapos kortól hároméves korig a gyermeknek valamelyest el kell szakadnia az anyától és bizonyos mértékű önállóságra kell szert tennie. Azonban ha az elszakadás előtt nem volt lehetősége megélni a biztonságos kötődést, az elszakadás nem történhet meg megfelelő mértékben, mert a gyermek még mindig biztonságos kötődésre vágyik. Ez a vágy folyamatosan akadályozza a gyermeket a felnövés, a felnőtté válás folyamatában, hiszen olyan életszakaszokban is függő kapcsolatok kialakítását eredményezi, amelyekben épp az önállóság kialakítása, sőt, akár kiharcolása volna a feladat. A társfüggő személy tehát azt várja a másik embertől, amit gyermekként szüleitől nem kapott meg, projektálja (kivetíti) rá saját szülőképét. A személybe, akivel függőségi kapcsolatba kerül, a társfüggő ember tudattalanul azt a szülőt látja bele, akihez a megfelelő életszakaszokban nem tudott helyesen kötődni, és akiről  így nem tudott egészségesen leválni.
A kisgyermekkorban történő leválás (szeparáció) beteljesítésére ismét lehetőség van a 12. és 16. év környékén (a fejlődési újraélés időszaka), ám ha ekkor sem történik meg, a kialakuló társfüggőség felnőttkorban mind kapcsolatainkra, mind életvitelünkre, mind önmagunkhoz való viszonyunkra destruktívan hat.
A társfüggőség oka tehát a feldolgozatlan kora gyermekkori fejlődési trauma.

## A társfüggőség tünetei
A társfüggő ember nem akarja felvállalni a teljes felelősséget véleményéért, érzéseiért, tetteiért, életéért, hanem inkább másoktól teszi függővé ezeket. (Ha ez nem sikerül – ha a másik fél nem partner a társfüggő játszmában – akkor is úgy viselkedik, mintha boldogulása tőle függne és sértettnek, csalódottnak, becsapottnak érzi magát, mert a másik fél nem úgy viselkedik, ahogyan szerinte kellene.) Másként megfogalmazva: Az ember kívülre helyezi a kontrollpontot, nem önmaga, hanem mások, és a körülmények által határozza meg magát.
Mivel másra akarja áttolni a felelősséget, fontos számára, hogy a kapcsolat megmaradjon. Ebből megfelelési kényszer ered. Ugyanakkor, mivel másokat tart felelősnek saját dolgaiért,  elvárja, hogy mások is megfeleljenek neki. A megfelelési kényszer miatt a társfüggő személy könnyen befolyásolható, manipulálható lehet, a másokkal szemben támasztott elvárásai miatt pedig követelőző és manipulatív. A két véglet hullámokban válthatja egymást, de mindegyik a társfüggőség jele.
Mivel másoktól függ, úgy érzi nem tud kapcsolatai nélkül létezni, ezért mindent megtesz azért, hogy kapcsolatai fennmaradjanak (pl. olyan kapcsolatból sem lép ki, ami egyértelműen romboló). A társfüggő személy tehát igyekszik érzelmeit elfojtani, véleményét a többiekéhez igazítani, és a mások elvárásainak megfelelően viselkedni és cselekedni. Ezzel próbálja biztosítani azt, hogy társai ne lépjenek ki a kapcsolatból. A megfelelési kényszer miatt azt sem fejezi ki nyíltan, hogy mire van szüksége. Ugyanakkor azt is igyekszik elérni, hogy a kapcsolat beteljesítse elvárásait, ennek érdekében kezd manipulációba és játszmákba.
A társfüggő személyt tehát négy szál köti ahhoz a személyhez, akitől függ:
- Felelősség hárítása – Önbizalomhiány – Nem hiszi, hogy képes megoldani problémáit, ezért nem vállalja fel élete felelősségét.
- Aktivitás hiánya – Elvárás – Másoktól várja problémái megoldását, ezért saját életében passzív.
- Autonómia hiánya – Megfelelési kényszer – Meg akar felelni azoknak, akiktől problémái megoldását reméli, hogy számíthasson rájuk. Ebben az igyekezetében feladja azt a képességét, hogy önálló lényként önmaga határozza meg magát.
- Őszinteség hiánya –  Manipuláció – Mivel meg akar felelni, nem fejezi ki nyíltan igényeit. Ezért manipulál, játszmázik, célozgat, ráutaló viselkedéssel próbálja rávezetni társát arra, hogy mit vár el.

### Tünetek
- Ha valaki nem tudja elkülöníteni saját gondolatait és érzéseit másokétól, más embereken és az ő problémáikon gondolkodik, felelősnek érzi magát értük.
- Ha az embernek mások figyelmére, jóváhagyására van szüksége ahhoz, hogy jól érezze magát.
- Ha az ember más problémái miatt is idegeskedik, aggodalmaskodik, felelősnek érzi magát.
- Ha az ember mindig igyekszik mások kedvében járni. (megfelelési kényszer)
- Ha az ember nem tudja, hogy mit akar, nem képes felismerni, hogy mire volna szüksége.
- Ha másokra támaszkodik, saját igényeinek meghatározásában és kielégítésében, úgy hiszi mások jobban tudják, hogy mire van szüksége.
- Összeomlik vagy kiborul, ha a dolgok nem úgy alakulnak, ahogy várta.
- Minden energiáját másokra és az ő boldogulásukra fordítja.
- Bizonyítani próbálja, hogy méltó arra, hogy szeressék.
- Nem hiszi el, hogy képes gondoskodni önmagáról. (Aki ezt nem hiszi el, rendszerint így is él, tehát úgy tűnhet, hogy valóban nem volna képes rá.)
- Mindenkiben megbízik.
- Idealizál másokat, és csalódott, ha nem elvárásainak megfelelően viselkednek.
- Nyafog, durcáskodik, sír, fenyegetőzik, veszekedik, ordít, könyörög, hízeleg, manipulál, elnyomja vagy megvesztegeti a másikat, hogy megkapja, amit akar.
- Jelentéktelennek és bármire méltatlannak érzi magát.
- Önmagát vádolja olyan dolgokért, amikért nem is felelős.
- Nem tartja magát „elég” jónak.
- Fél a visszautasítástól.
- Gyakran kerül áldozatszerepbe.
- Fél hibázni.
- Arra vágyik, hogy mások „jobban szeressék”.
- Nem fejezi ki nyíltan az igényeit mások felé, inkább játszmázik, vagy szavakkal, tettekkel célozgat, utalgat.
- Nem meri nyíltan kifejezni igazi érzéseit, attól félve, hogy akkor mások nem fogadják el.
- Hagyja, hogy mások megbántsák és nem is próbálja megvédeni magát.
- Nem bízik önmagában és döntéseiben.
- Nehezére esik egyedül lenni.
- Társaságba, tévénézésbe, számítógépezésbe, olvasásba, zenehallgatásba, alkoholba, szexbe, drogokba, munkába, evésbe, vagy bármilyen más tevékenységbe menekül, mert nem tudja egyedül, „önmagával” jól érezni magát.
- Úgy tesz, mintha nem történnének vele rossz dolgok, még akkor is, amikor éppen történnek.
- Úgy tesz, mintha nem volna szüksége senkire és senkitől semmire.
- A világot és az embereket vagy tökéletesnek vagy pocséknak látja.
- Hazudik, hogy megvédje és fedezze azokat, akiket szeret.
- Nehezére esik örülni és spontánnak lenni.
- Általában nyugtalan, de nem tudja, miért.
- Aggódik, hogy megszakadnak a kapcsolatai.
- Úgy érzi, hogy kapcsolatai fogságban tartják.
- Úgy érzi, hogy mások vagy mások érzései irányítják.
- Fél a saját haragjától.
- Úgy érzi, tehetetlen, erőtlen ahhoz, hogy változtasson önmagán vagy életén.
- Úgy érzi, hogy valaki másnak kellene megváltoznia ahhoz, hogy jobban legyen.
- Gondolkodásmódjára a végletesség jellemző (fekete-fehér gondolkodás).

## Társfüggő társadalom
A társfüggőség kulturális jelenség. Kulturális szempontból nézve társadalmunk fő intézményei önkéntelenül támogatják a társfüggő magatartást. A történelem folyamán a legtöbb társadalomban bizonyos csoportokat mások fölé helyeztek (például a férfiakat a nők fölé, vagy a vezetőséget a kétkezi munkások fölé). A hatalmat gyakorló és az erőforrások felett rendelkező csoport könnyen létrehozza és fenntartja a társfüggő viszonyt. Azonban ha az egyes emberek megváltoztatják társfüggő viselkedésüket, azzal a szélesebb társadalmi szerkezetre is hatással lehetnek és így létrejöhet egy egészségesebb, együttműködésen alapuló társadalmi rendszer.
A mai kor embere számára azonban a társfüggő gondolkodás- és viselkedésminták olyannyira természetesek és maguktól értetődnek, hogy általában fel sem ismeri a problémát. Sőt, nem ritkán a legnemesebb morális elvekre hivatkozva igazolja társfüggő tüneteit, vagy kényszeríti ki a társfüggő minták érvényesülését, mondván, „Ha szeretsz, megteszed…”, „Ha így gondolkozol, akkor nem is szeretsz!”, vagy „Tudnom kell, hogy hol vagy, hogy ne aggódjak. Azért aggódom, mert szeretlek.”. Gyakran előfordul, hogy nem mondja ki, csupán érezteti, hogy „Felelősséggel tartozol értem.”.
A társfüggőség azonban nem marad meg a személyes kapcsolatok szintjén. Mivel alapvetően meghatározza a világról alkotott képünket, valamilyen szinten érvényesül mindenben, amit létrehozunk: a társadalmi struktúra, a közigazgatási szervek működése, a nevelés, a kultúra területei (például a filmek) mind-mind hordozhatnak társfüggő mintákat, ezzel erősítve és újratermelve azokat. A társfüggő egyének tehát társfüggő szervezeteket hoznak létre, társfüggő társadalomban élnek, művészi alkotásaikban pozitívumként tűnnek fel a társfüggő minták, a társfüggő kultúra azonban erősíti az egyének társfüggőségét és újabb társfüggő minták elsajátítására készteti őket.

## A társfüggőség története
A „társfüggőség” kifejezést először az alkoholizmussal kapcsolatban használták. Felfigyeltek ugyanis arra, hogy bármilyen romboló is egy alkoholistával való kapcsolat, a családtag annyira kötődhet és ragaszkodhat az alkoholistához, hogy csak nagyon nehezen képes kilépni a kapcsolatból. Ha ezeknek az embereknek mégis sikerült kilépniük a kapcsolatból, a megfigyelések szerint hamarosan ismét alkoholistákkal kötötték össze életüket. Mindebből arra következtettek, hogy létezik egyfajta közvetett alkohol-függőség, amikor az ember az alkoholfüggőtől függ. A társfüggőség (angolul co-dependency) eredeti jelentését tehát úgy írhatnánk le, hogy  „együtt függő”, „a függő ember társa”, vagy „társ a függőségben”.
Innentől kezdve külön terápiás csoportokat szerveztek az alkoholisták családtagjainak. Hamarosan felfigyeltek azonban arra, hogy a társfüggőség tünetei nem csak alkoholisták családtagjainál jelentkeznek. Az eredeti jelentés idővel átalakult és a társfüggőség alatt ma már bármely embertől, közösségtől, rendszertől, kulturális vagy társadalmi intézménytől való kapcsolati függést jelent. Ilyen módon a társfüggőséget az alkoholizmushoz, vagy drogfüggéshez hasonló elsődleges betegségként határozzák meg, tehát nem egy másik betegség velejárójaként, hanem önmagában kialakuló kórképként.
A korábbi, hagyományos orvosi modell szerint a társfüggőség vagy ismeretlen okokra visszavezethető, örökletes betegség, vagy az alkoholizmus és a rosszul működő családok velejárója. Az orvostudomány a társfüggőséget mindkét esetben gyógyíthatatlannak tartja és megállapítja, hogy genetikailag öröklődik, és ha valaki függővé válik, az is marad. Fő forrásának az alkoholista családszerkezeteket jelöli meg, és az ott megtalálható összetett függőségi mintákat, és kimondja, hogy a társfüggő többnyire olyan házastársat választ, aki támogatja a függőség fenntartását. A társfüggő viselkedés kezelésére gyógyszereket javasol, de kiemelten fontosnak tartja az önsegítő csoportok és a pszichoterápia szerepét is. E szerint a megközelítés szerint tehát a társfüggőség kezelhető, a tünetek enyhíthetők, sőt minimalizálhatók, teljesen kigyógyulni azonban nem lehet belőle. E szerint a társadalom beteg (társfüggő), nem tud meggyógyulni és ez a jövőben sem fog változni.

## A társfüggőség gyógyítása
Egy fizikai függőségben szenvedő emberrel való törődés nem feltétlenül egy patológia kezelése. A gondozónak lehet hogy nincs szüksége másra, mint asszertivitásra, és hogy a felelősséget a függőségért meghagyja gondozottjának.
A szemléletmódbeli váltást az 1989-ben megjelent Breaking Free of the Co-dependency Trap (Törj ki a társfüggőségből – A szabad emberi kapcsolatok kézikönyve, Casparus Kiadó, 2010 Budapest) című dr. Barry K. Weinhold és dr. Jane B. Weinhold által írt könyv hozta. A szerzők 30 éves terápiás tevékenységük során dolgozták ki saját fejlődéslélektani rendszerelméletüket, ami új megvilágításba helyezi a társfüggőséget és a rá irányuló terápiát. E szerint valamennyi ember a fejlődés négy fázisán megy keresztül: a szimbiózis, az eltávolodás, a függetlenség és a szabad együttműködés fázisán. Mindegyik fázishoz tartoznak speciális fejlődési feladatok, melyeket sikeresen teljesíteni kell a következő lépcsőfokra lépéshez. A fel nem fedezett és meg nem gyógyított fejlődési traumák, ezek közül is kivált a szimbiózis és az eltávolodás fázisában átélt traumák megakadályozzák ezeknek a fejlődési feladatoknak a sikeres teljesítését.
„Hiszünk az általunk kidolgozott megközelítés hatékonyságában, mivel sikeresen alkalmaztuk mind saját magunkon, mind a hozzánk forduló emberek kezelése során. Láttunk már olyan embereket, akik teljesen megszabadultak a társfüggőség megnyomorító hatásától. A folyamat, amelyet be kell járni, nem könnyű, és nem is feltétlenül gyors. Mi magunk is sok-sok évet és rengeteg munkát áldoztuk a kapcsolatunkra azért, hogy ott tarthassunk, ahol ma tartunk. De az is igaz, hogy ha elkezded alkalmazni a könyvben található módszereket, azonnal fejlődést tapasztalsz majd a kapcsolataidban.”

## Ajánlott irodalom
- Weinhold, Barry and Janae. Breaking Free of the Co-Dependency Trap, 2nd ed.. New World Library (2008). ISBN 978-1577316145
- Weinhold, Barry and Janae. Törj ki a társfüggőségből! A szabad emberi kapcsolatok kézikönyve. Budapest, Hungary: Casparus Kiadó (2010). ISBN 9789630803427
- Beattie, Melody. Ne függj senkitől! A társfüggőségről mindenkinek. Budapest, Hungary: Édesvíz Kiadó (2008). ISBN 9789635289530
- Pál Ferenc. A függőségtől az intimitásig - Vágy, élmény, kapcsolat. Budapest, Hungary: Kulcslyuk Kiadó (2010). ISBN 9789638902603